# Basingstoke
Basingstoke je největší město v anglickém hrabství Hampshire. Rozprostírá se v údolí, kde pramení řeka Loddon. Leží 48 km severovýchodně od Southamptonu, 77 km jihozápadně od Londýna a 31 km severovýchodně od Winchesteru. V roce 2011 ve městě žilo 107 355 obyvatel.

## Osobnosti
- Thomas Warton (1728–1790), britský preromantický básník a literární kritik
- Nora Stanton Barney (1883–1971), britsko-americká stavební inženýrka a sufražetka
- Elizabeth Hurleyová (* 1965), britská herečka a modelka
- Carl Barât (* 1978), britský hudebník
- Alma Deutscherová (* 2005), britská hudební skladatelka, pianistka a klavíristka